# قسطار وريدي طرفي
القسطار الوريدي الطرفي هو القسطار المستخدم للوصول إلى مجرى الدم عن طريق الأوردة الطرفية كأوردة اليدين والذراع. يُستخدم القسطار الوريدي الطرفي غالباً لحقن الأدوية والسوائل ولسحب عينات الدم. 

## المضاعفات والمخاطر المترتبة
إدخال القسطار قد يكون عملية مؤلمة لبعض المرضى، مما يسبب لهم بعض التوتر. العدوى، النزيف، الكدمات، الانصباب الدمي والتهاب الوريد قد يُتوقع حدوثها أيضاً.
وبسبب مخاطر العدوى أيضاً، أوصت مراكز مكافحة الأمراض واتقائها بتبديل القسطار كل 96 ساعة، ولكن لازالت الكثير من الآراء الطبية غير متفقة بهذا الخصوص.

## المقاسات
يمكن انتقاء مقاس القسطار بناء على مقياس برمنقهام أو المقياس الفرنسي.
| مقياس برمنقهام | القطر (مم) | أقصى معدل تدفق (مل/دقيقة) | اللون   |
| -------------- | ---------- | ------------------------- | ------- |
| 26             | 0.46       | 13-15                     | أسود    |
| 24             | 0.60       | 36                        | أصفر    |
| 22             | 0.90       | 56                        | أزرق    |
| 20             | 1.10       | 40-80                     | وردي    |
| 18             | 1.30       | 75-120                    | أخضر    |
| 17             | 1.50       | 128-133                   | أبيض    |
| 16             | 1.80       | 236                       | رصاصي   |
| 14             | 2.00       | 270                       | برتقالي |

## معرض صور

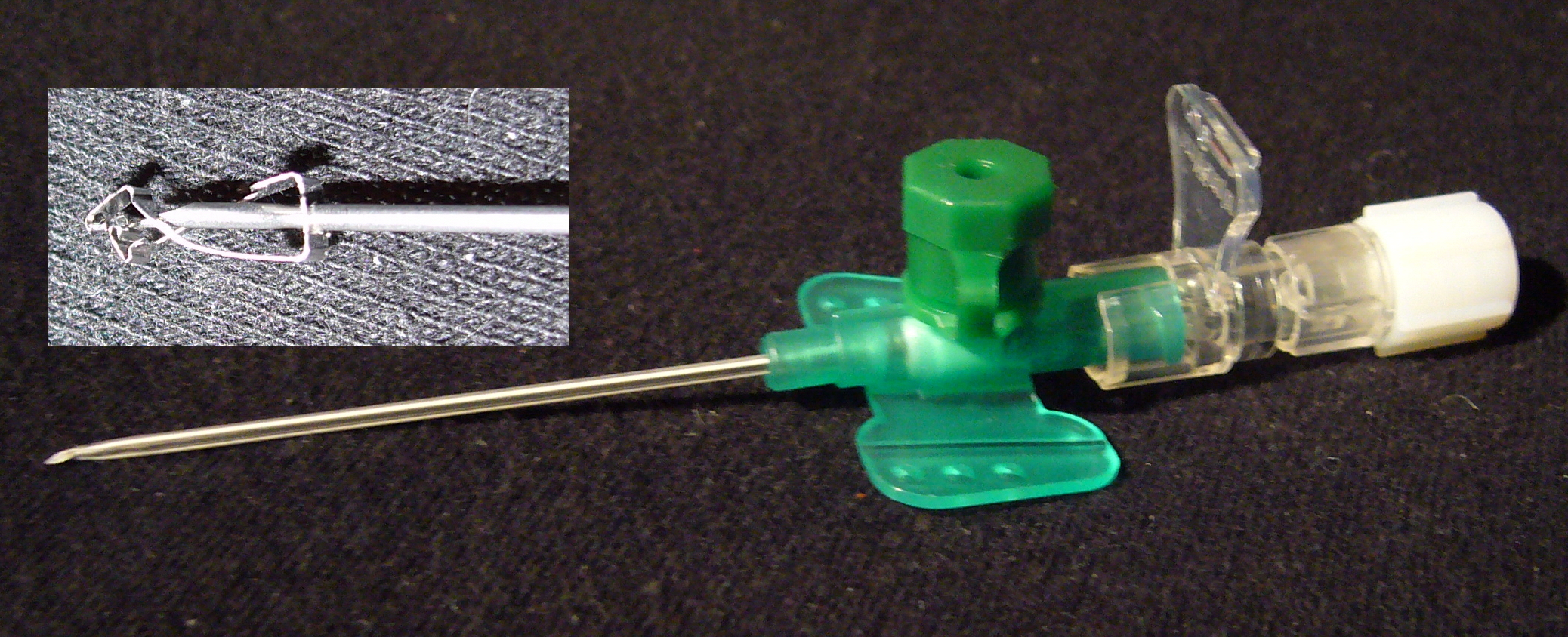
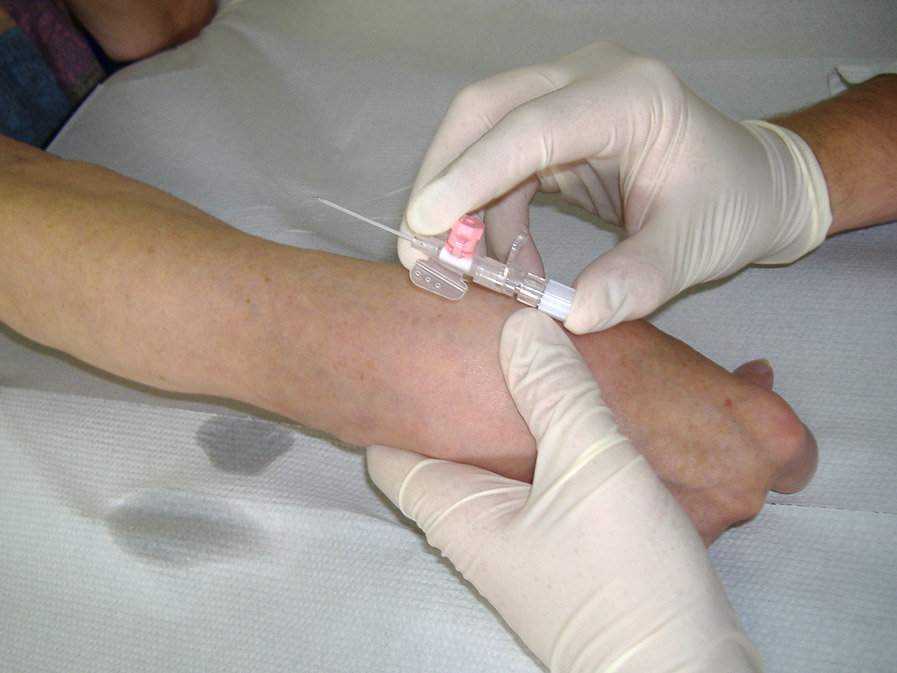
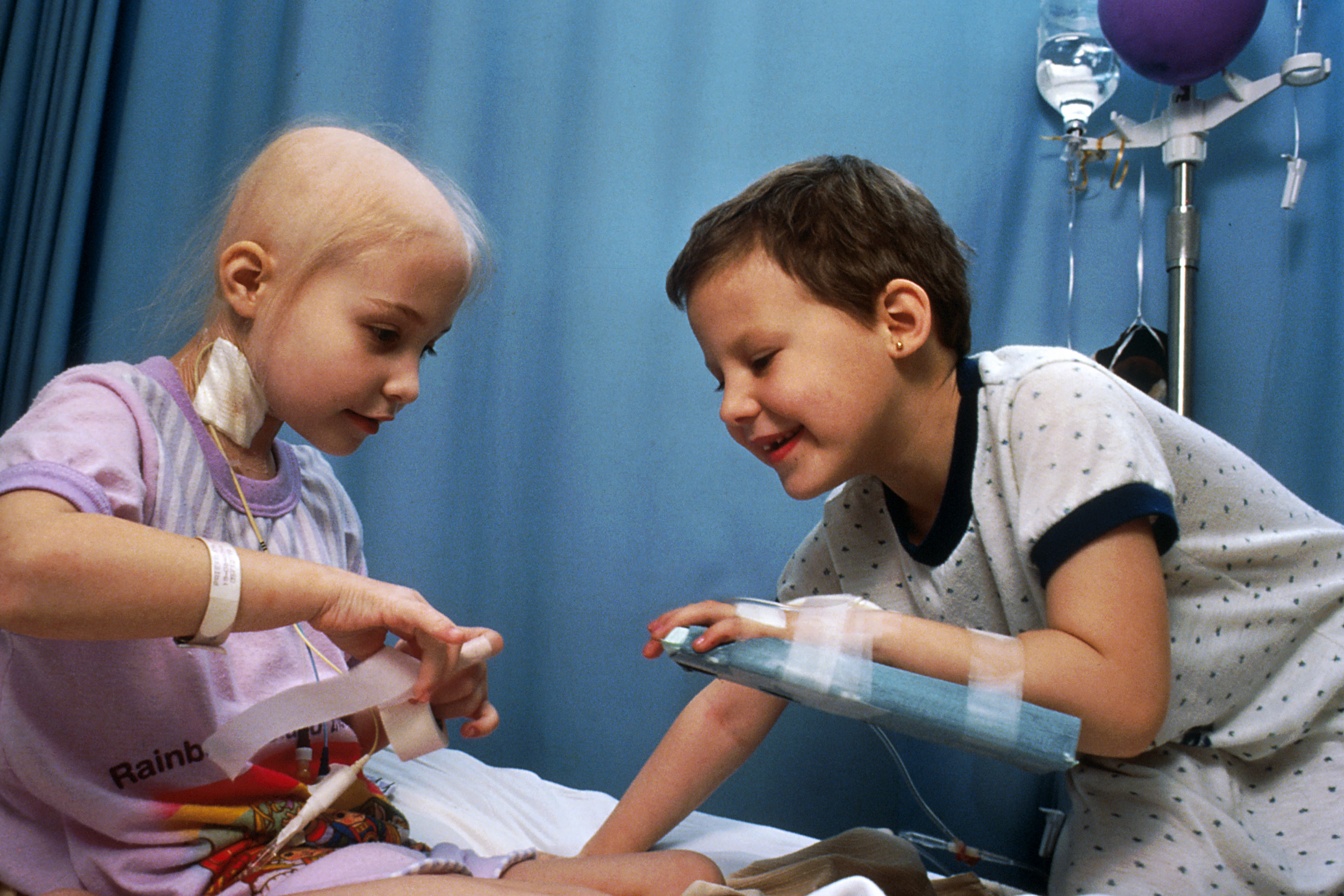
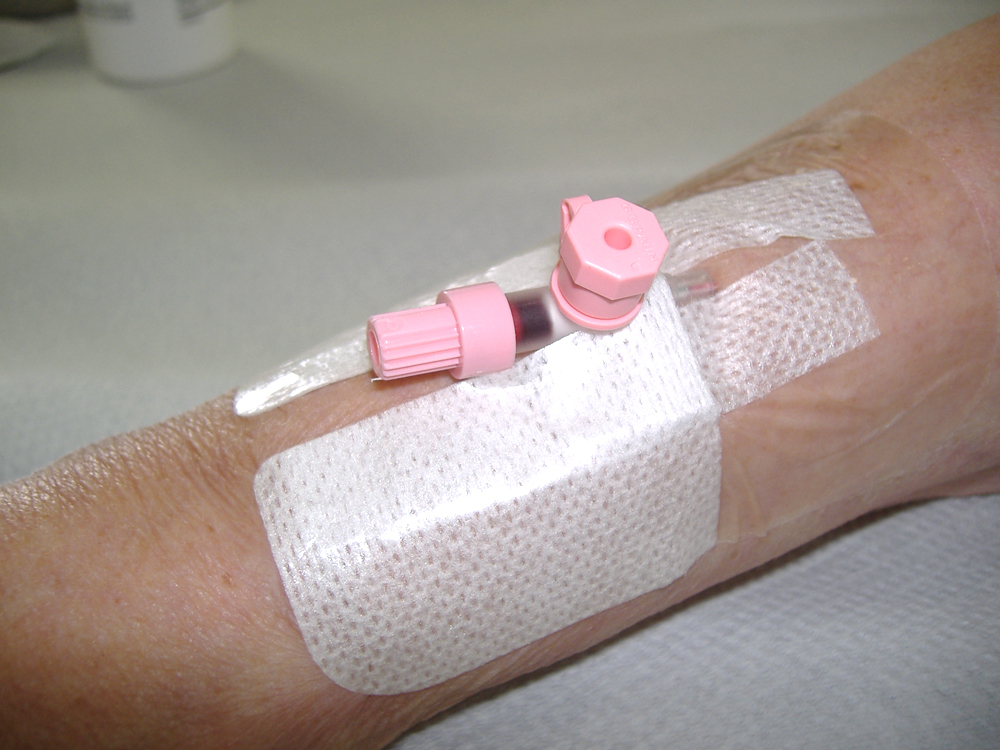